# フランク・シルヴェストル
フランク・シルヴェストル（Franck Silvestre, 1967年4月5日 - ）は、フランス・パリ出身の元フランス代表サッカー選手。ポジションはDF（センターバック）。

## 経歴
1985年、FCソショーでプロデビュー。チームの降格により1987-88シーズンを2部で過ごした一方、国際レベルではU-21フランス代表として、UEFA U-21欧州選手権で優勝。翌年にはA代表にも選出され、アイルランド戦で初キャップを記録した。さらに、1992年には、UEFA EURO '92にはメンバーとして選出、しかしながらグループリーグでチームは敗退し、自身も出場機会はなかった。
1993年、AJオセールへと移籍。1995-96シーズンのリーグ、カップ2冠を達成したチームの黄金期を支えた。1998年にはモンペリエHSCへ籍を移し、チームキャプテンとして牽引役を務めた。なお、キャリア最多の9ゴールはモンペリエ所属の200-01シーズンに記録している。
その後はオーストリアのSKシュトゥルム・グラーツなどでプレー、最終的にFCセト34でそのキャリアに幕を下ろした。

## タイトル
- FCソショー
  - ディヴィジョン・ドゥ 1987-88

- AJオセール
  - ディヴィジョン・アン 1995-96
  - フランスカップ 1993-94, 1995-96